# Ours malais
Helarctos malayanus
 (juin 2011).
Si vous disposez d'ouvrages ou d'articles de référence ou si vous connaissez des sites web de qualité traitant du thème abordé ici, merci de compléter l'article en donnant les références utiles à sa vérifiabilité et en les liant à la section « Notes et références ».
Genre
Espèce
Statut de conservation UICN

 VU A2cd+3cd+4cd : Vulnérable
Statut CITES
Répartition géographique
L'ours malais (Helarctos malayanus) ou ours des cocotiers ou ours du soleil ou bruan (du malais beruang, "ours") est un ours. C'est la seule espèce du genre Helarctos. C'est le seul ours vraiment tropical et le plus petit des ours.

## Description

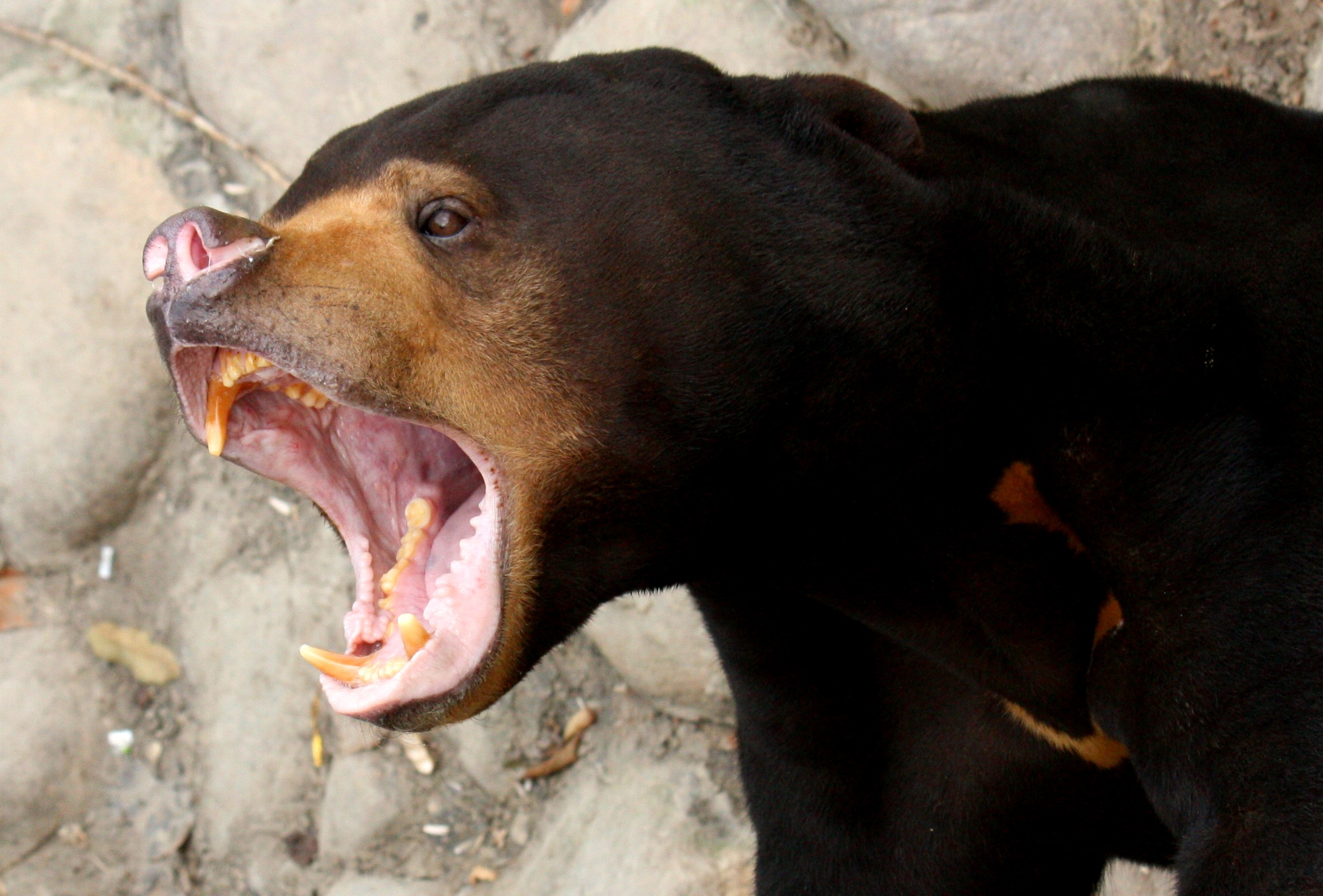
Ours malais au zoo de Shanghai

L'ours malais mesure en longueur de 1 à 1,4 m (corps et tête), a une courte queue de 3 à 7 cm, a une hauteur qui dépasse rarement les 60 cm à l'épaule et il pèse de 27 à 65 kg.
Ses pattes arrière sont légèrement torses, à cause de ses grands pieds "en-dedans". Terminés par d'immenses griffes falciformes, ceux-ci lui sont très utiles pour grimper. C'est un excellent grimpeur : en effet, cet ours volontiers noctambule construit des nids de branches et de brindilles dans les arbres où il passe ses journées à dormir ou à se chauffer au soleil.
Il est couvert d'une fourrure rase et luisante dont la couleur peut aller du noir de jais au brun-noir. Cette fourrure forme un collier jaune caractéristique.
Sa tête est massive et aplatie sur le dessus, avec un museau assez court et une immense langue longue de 20 à 25 cm, étroite et extensible dont il se sert pour aller chercher le miel et les larves. Ce museau est assez clair, le plus souvent gris-brun.
L'ours malais (ou ours des cocotiers) se distingue de l'ours noir d'Asie (ou ours du Tibet) par trois caractéristiques principales : des poils ras, des oreilles plus petites et un "u" blanc sur la poitrine (l'ours noir d'Asie a un "v" ou un "y" blanc sur la poitrine).

## Habitat et mode de vie

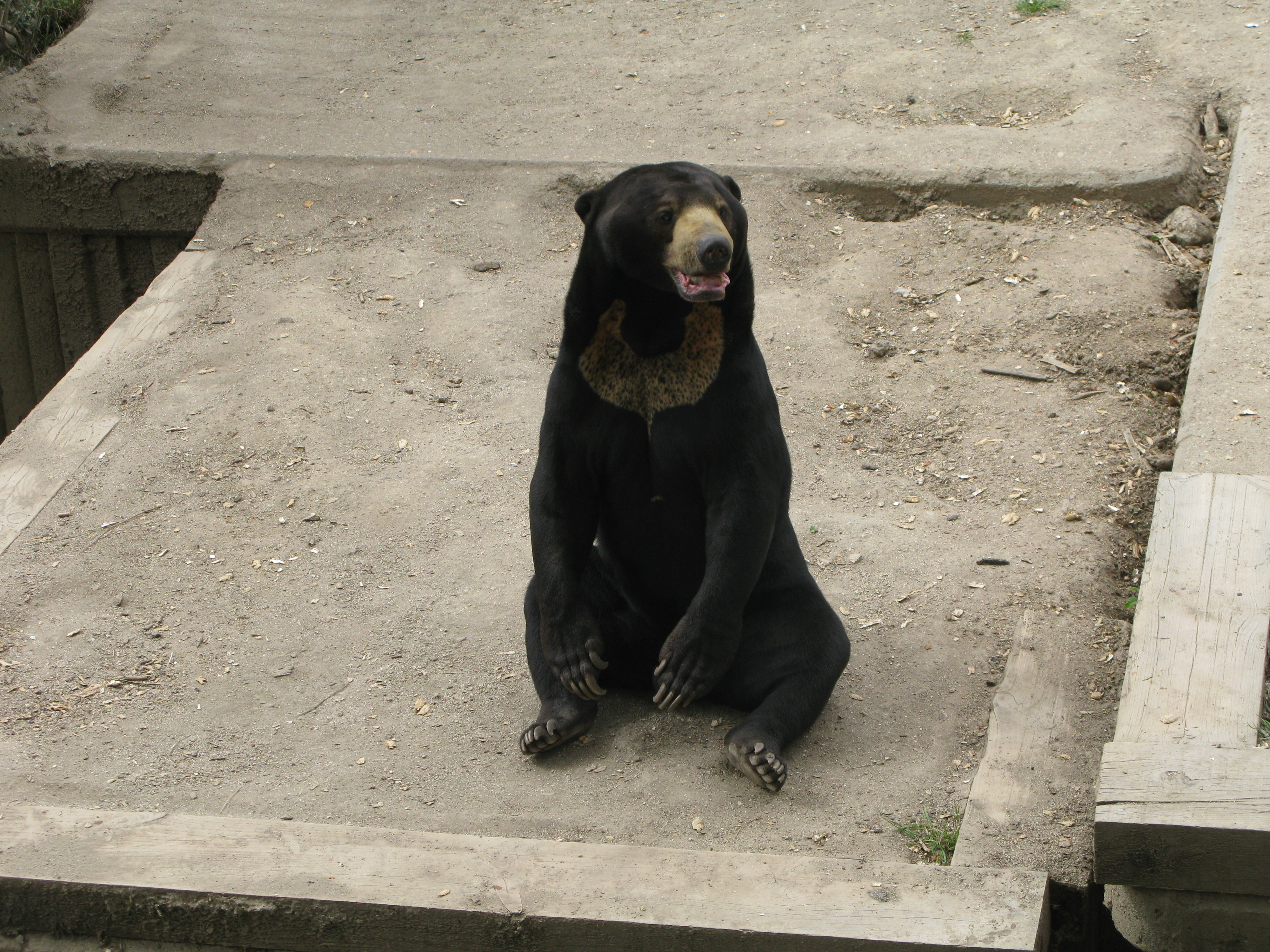
Ours des cocotiers, Zoo Aquarium de Madrid, Espagne

C'est le plus arboricole des Ursidés. Il est actif pendant la journée et habituellement solitaire, excepté les femelles et leurs petits. Il dort dans des tanières parmi les racines des arbres, dans des troncs d'arbres creux et même souvent dans les branches des arbres.
On le rencontre dans les forêts tropicales d'Asie du Sud-Est. Sa zone de répartition comprend le nord-est de l'Inde, le Bangladesh et l'Asie du Sud-Est du sud de la Chine à l'Indonésie.

## Nutrition
C'est un ours solitaire particulièrement friand de miel (d'où son nom malais de beruang madu, "ours à miel"), mais il consomme aussi des termites et les cœurs tendres des cocotiers, régime qu'il complète de fruits, de pousses, de divers végétaux, d’œufs, de larves d'insectes, de fourmis et de petits vertébrés tels que des grenouilles, des lézards et des rongeurs.

## Reproduction
Au moment de la reproduction l'ours malais ne passe que quelques jours avec sa compagne.
La femelle peut se reproduire à partir de 3 ans. Elle donne généralement naissance à 1 ou 2 petits après un peu plus 3 mois de gestation (de 95 à 174 jours).
Les bébés ours naissent aveugles et sans poils et ne pèsent qu'une dizaine de grammes. Au bout d'un mois, les oursons ouvrent les yeux puis ils se mettent à courir, jouent et commencent à s'éloigner de leur mère. Au bout de 2 mois, ils commencent à manger des fruits qu'ils trouvent sur le sol mais leur mère les allaite encore pendant près de 18 mois. Les oursons deviennent adultes à l'âge de 3-4 ans.

## Menaces
L'ours des cocotiers est protégé par la CITES, car il a été exterminé pendant le XXe siècle. En Birmanie et en Thaïlande, où le déboisement est très important, son habitat est menacé, même si la suppression des primes a mis fin en grande partie à son massacre par les chasseurs. En Malaisie, les ours entrent dans la catégorie du gros gibier, mais on les chasse assez peu. Ils sont par contre souvent victimes des pièges destinés aux sangliers. Ils étaient aussi victimes de la chasse pour leurs organes, aux prétendues vertus aphrodisiaques.
Autre menace, les petits ours des cocotiers étaient (cela tend à s'améliorer) appréciés comme animaux de compagnie, avant d'être abandonnés une fois devenus grands.
Dans la nature, les tigres, les panthères et les pythons sont de potentiels prédateurs de l'ours malais.

## Synonymes latins
- Ursus malayanus Raffles, 1821
- Helarctos euryspilus Horsfield, 1825
- Helarctos malayanus Horsfield, 1825
- Helarctos anmamiticus Heude, 1901